# کریستینا پیکلز
کریستینا پیکلز (به انگلیسی: Christina Pickles) بازیگر انگلیسی متولد ۱۷ فوریه ۱۹۳۵ است. او را بیشتر به خاطر بازی طولانی‌مدتش در نقش پرستار هلن روزنتال در مجموعه تلویزیونی سنت السور می‌شناسد. پیکلز برای بازی در این سریال چهار بار نامزد جایزه امی شده‌است. او در فیلم رحمت قلب من و جرج جنگل ۲ بازی کرده‌است.